# Peter Eijkenboom
Petrus Cornelis Josephus (Peter) Eijkenboom, vooral bekend als pater Eijkenboom, (Rotterdam, 29 juni 1920 - Nijmegen, 10 september 2006), was een Nederlands schoolrector, rooms-katholiek priester (s.j.) en vertaler.

## Leven en werk
Eijkenboom werd na een opleiding in het Canisianum in Maastricht tijdens Pinksteren 1952 door mgr. J. Hanssen tot priester gewijd. Hij studeerde klassieke talen. In 1956 ging hij naar het Stanislascollege in Delft, waar hij leraar klassieke talen, een jaar later conrector, en in 1963 als relatief jonge leraar al rector werd. Eijkenboom was qua karakter geschikt voor die leidinggevende functie: zijn rustige en meebuigende stijl als rector hielp de school door de roerige jaren zestig en zeventig heen. Zoals verwoord door historicus Huub Wijfjes: “Hij was een uiterst beminnelijk persoon, die door vriend en vijand werd geroemd om zijn medemenselijkheid, begrip en onbaatzuchtige inzet. Zijn gedetailleerde kennis van elke leerling was roemrucht, net als zijn zacht neuriënde aanwezigheid bij de trap in de pauzes.”  Tegelijkertijd deinsde Eijkenboom er niet voor terug om in 1970 de behoudend-opstandige pater Ed Krekelberg uit het patershuis in Delft te verwijderen en als leraar te ontslaan.
Al in het begin van zijn tijd aan het Stanislascollege (in 1960) promoveerde Eijkenboom in Nijmegen bij Christine Mohrmann op een proefschrift over het Christus-Medicusmotief in de preken van Augustinus. De studie liet hem ook later niet los. Na zijn afscheid als rector in Delft in 1983 vertrok Eijkenboom naar het Berchmanianum in Nijmegen, waar hij tot 1992 directeur (superior) was. In het laatste decennium van zijn leven werkte hij nog aan een vertaling van een uitleg van het Evangelie van Lucas van Ambrosius van Milaan. Die vertaling werd een jaar voor zijn dood gepubliceerd.

## Publicaties
- Ambrosius van Milaan: Zingen met mijn geest en ook met mijn verstand. Vert. [uit het Latijn], ingel. en van aantek. voorz. door Peter Eijkenboom, Fried Pijnenborg en Hans van Reisen. Budel, DAMON, 2005. ISBN 90-5573-644-9
- P.C.J. Eijkenboom: Het Christus-Medicusmotief in de preken van Sint Augustinus. Assen, Van Gorcum, 1960. Proefschrift Nijmegen.